# Улица Победы (Климовск)
Улица Победы (Климовск) — одна из крупных улиц микрорайона Климовск города Подольска Московской области. Улица располагается в западной части микрорайона Климовск относительно железно-дорожной ветки Курского направления Московской железной дороги.

## Описание
Улица Победы (Климовск) берет свое начало от пересечения с улицей Ленина и далее уходит в западном направлении. Заканчивается улица Победы, переходя в улицу Суворова. Нумерация домов начинается со стороны улицы Ленина.
Справа по ходу движения со стороны улицы Ленина примыкают Набережная улица, Советская улица, Рощинская улица, Пионерская улица, Красная улица, Рабочая улица и 1-й проезд. Слева по ходу движения со стороны улицы Ленина примыкают Овальная улица и Зелёная улица.
На всем своем протяжении улица Победы микрорайона Климовск, города Подольска является улицей с двусторонним движением.
Почтовый индекс улицы Победы — 142180.

## Примечательные здания и сооружения
- Лодочная станция на реке Петрица (рядом с домом № 3 по улице Победы, микрорайон Климовск, города Подольска)[2]. В летний период на станции организован прокат лодок и катамаранов для желающих[3].
- Дом Культуры «Машиностроитель» (улица Ленина, дом 20, микрорайон Климовск, города Подольска)[4]. Здание Дома Культуры на берегу реки Петрица было построено в 1960 году. Изначально в новом здании размещались творческие коллективы Климовского Машиностроительного завода. Зрительный театрально-концертный зал Дома культуры рассчитан на 350 посадочных мест для зрителей. С обратной стороны от главного фасада здания (со стороны реки Петрица) находится ротонда с решетками и 2 фонтана. По задумке авторов архитектурный ансамбль должен был напоминать Петергоф, с каскадными лестницами, фонтанами и скульптурами. В 2019 году начаты подготовительные работы по реконструкции фонтана со стороны реки Петрица[5].
- Памятник Владимиру Ильичу Ленину перед зданием Дома Культуры «Машиностроитель» (улица Ленина, дом 20, микрорайон Климовск, города Подольска). Памятник «вождю мирового пролетариата» был открыт 19 мая 1967 года. Автором памятника является скульптор Николай Томский — народный художник РСФСР, президент Академии Художеств СССР[6]. Автор подарил свое произведение тогда ещё городу Климовску.
- Парк культуры и отдыха (ПКиО) «Дубрава» (рядом с домом № 3 по улице Победы, микрорайон Климовск города Подольска)[7]. В соответствии с названием, главной особенностью парка являются вековые дубы. В парке имеется зона экстрима — скейт-парк, также проводятся различные мероприятия, мастер классы и фестивали. На территории примыкающей к реке Петрице организована городская зона отдыха у воды.
- Памятник выдающемуся русскому художнику Василию Дмитриевичу Поленову (в парке «Дубрава», рядом с домом № 3 по улице Победы, микрорайон Климовск города Подольска). Композиция памятника интерактивная — сам художник стоит рядом с рамой (на которой разместился кот, а у ног Поленова собака такса) в которой нет полотна и любой желающий может «попасть» в картину зайдя сзади[8]. Автором скульптурной композиции является заслуженный художник Российской Федерации, академик Российской Академии художеств, скульптор Александр Рожников[9] и архитектор Михаил Тихомиров. Открытие памятника состоялось 8 октября 2017 года и было приурочено к 236 годовщине со дня основания Подольска и Подольского уезда[10].

## Транспорт
По улице Победы осуществляется движение общественного транспорта. Здесь проходят автобусные маршруты № 3, № 29, № 33, № 1048, а также осуществляется движение маршрутных такси № 4А и № 29К.